# Kabosu
Kabosu (en japonès:カボス o 臭橙) és una planta del gènere citrus estretament relacionada amb el yuzu té l'acidesa de les llimones, i es fa servir en lloc del vinagre en alguns plats japonesos.
És una planta espinosa i el fruit es cull quan encara és verd però quan madura és groc. És una planta híbrida.
El Kabosu va ser portat de la Xina al Japó en el període Edo. Es conrea a la Prefectura Ōita però particularment a Taketa i Usuki. El fruit es considera una delicadesa en parts del Japó resulta molt car fora de la seva zona de conreu. Millora el gust de nombrosos plats especialment el peix cuit, sashimi i plats calents.